# Lajos Szűcs
Dans le nom hongrois Szűcs Lajos, le nom de famille précède le prénom, mais cet article utilise l’ordre habituel en français Lajos Szűcs, où le prénom précède le nom.
Lajos Szűcs, né le 10 décembre 1943 à Apatin, à l'époque en Hongrie, aujourd'hui en Serbie, et mort le 12 juillet 2020 à Budapest, en Hongrie, est un joueur de football international hongrois qui évoluait au poste de défenseur.

## Biographie
Lajos Szűcs est le mari de l'actrice Ildikó Pécsi et a lui-même joué dans plusieurs films.
Il meurt le 12 juillet 2020 à Budapest.

### Carrière de joueur

#### Carrière en sélection
Avec l'équipe de Hongrie, Lajos Szűcs joue 37 matchs (pour 2 buts inscrits) entre 1967 et 1973. 
Il joue son premier match le 23 avril 1967 contre la Yougoslavie et son dernier match le 13 juin 1973 contre la Suède.
Il figure dans le groupe des sélectionnés lors de l'Euro de 1972 et joue 11 matchs comptant pour les tours préliminaires des coupes du monde 1970 et 1974.
Il participe également aux Jeux olympiques de 1968 et de 1972. Il joue 13 matchs lors de Jeux olympiques.

## Filmographie
- 1981 : A mérközés (Match)

## Palmarès
| Ferencváros - Championnat de Hongrie (2) : - Champion : 1967 et 1968. - Coupe des villes de foires : - Finaliste : 1967-68. |  | Hongrie - Jeux olympiques (1) : - Or : 1968. - Argent : 1972. |